# Heteropoda hainanensis
Heteropoda hainanensis là một loài nhện trong họ Sparassidae.
Loài này thuộc chi Heteropoda. Heteropoda hainanensis được miêu tả năm 1991 bởi Li.